# Brachyurophis australis
Brachyurophis australis är en ormart som beskrevs av Krefft 1864. Brachyurophis australis ingår i släktet Brachyurophis och familjen giftsnokar och underfamiljen havsormar. Inga underarter finns listade i Catalogue of Life.
Arten förekommer i östra Australien i South Australia, Victoria, New South Wales och Queensland. Habitatet varierar mellan skogar, buskskogar, savanner, gräsmarker och torra landskap med glest fördelad växtlighet. Individerna gräver i mjuk jord eller i sand.
Landskapets omvandling till jordbruks- eller betesmark påverkar i några regioner beståndet negativt. Kanske faller Brachyurophis australis offer för introducerade grisar, katter eller rödrävar. Ormen är fortfarande vanligt förekommande. IUCN kategoriserar arten globalt som livskraftig.